# Forma zdaniowa tożsamościowa
Forma zdaniowa tożsamościowa – forma zdaniowa (funkcja zdaniowa), która dla każdego argumentu ze swej dziedziny przyjmuje wartość prawda.
Formą zdaniową zmiennej x nazywamy wyrażenie zawierające zmienną x, przy czym to wyrażenie staje się zdaniem logicznym dopiero po zastąpieniu x nazwą pewnego elementu.